# Pablo de Sarasate
Pablo Martín Melitón de Sarasate y Nevascués (Pamplona, 10 marzo 1844 – Biarritz, 20 settembre 1908) è stato un violinista e compositore spagnolo.

## Biografia

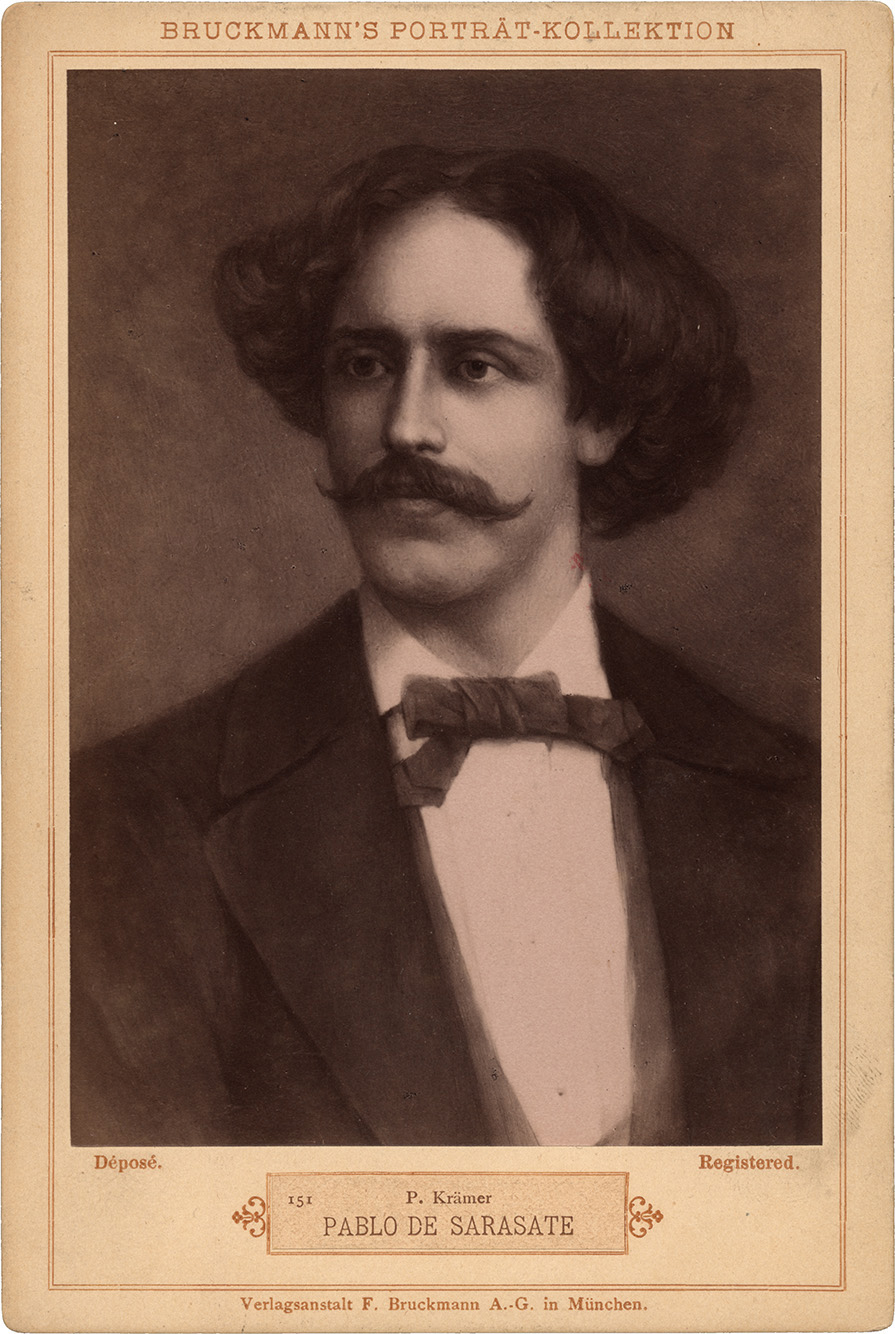
Pablo de Sarasate ritratto da Friedric Bruckmann.

Studiò a Madrid e Parigi ed esordì come violinista a Londra a soli diciassette anni, iniziando da quel momento una carriera folgorante.
Aveva un repertorio brillante composto di capricci, parafrasi, danze e attingeva da temi popolari che variava. Anche le sue doti comunicative, unite ad una padronanza tecnica fuori del comune, concorsero alla sua fama che fu universale.
Tenne a battesimo e fu dedicatario di vari capisaldi della letteratura violinistica: tra cui la Symphonie Espagnole di Édouard Lalo (che gli dedicò numerosi altri suoi lavori), la Schottische Phantasie di Bruch (che gli dedicò anche il suo Concerto per violino e orchestra n. 2), Introduzione e Rondò Capriccioso e il Concerto per violino e orchestra n. 3 di Camille Saint-Saens (che a Sarasate aveva dedicato anche il suo Concerto per violino n. 1).
Suonò due violini Stradivari: il Boissier (1713, oggi di proprietà del Conservatorio Reale di Madrid) e il Sarasate (1724), che da lui ha preso il nome ed è oggi conservato alla Cité de la Musique di Parigi.
Come compositore scrisse opere virtuosistiche per violino, che sono tuttora presenti nel repertorio violinistico più comune. Tra questi i più popolari sono:
- Zigeunerweisen op. 20
- Danzas Españolas op. 21, 22, 23, 26
- Caprice Basque op. 24
- Fantasia sull'opera Carmen op. 25
- Serenata Andalusa op. 28
- Introduzione e Tarantella op. 43

## Composizioni
- Fantasia capriccio, per violino e pianoforte
- Los pájaros de Chile, per violino e pianoforte
- Souvenir de Faust, per violino e pianoforte
- Fantasia su La forza del destino, per violino e pianoforte, Parigi, 1876
- Omaggio a Rossini, per violino e pianoforte
- La dame blanche de Boieldieu, per violino e orchestra
- Réverie, per violino e pianoforte
- Fantasia su Roméo et Juliette, per violino e pianoforte
- Capriccio su Mireille, per violino e pianoforte
- Confidences, per violino e pianoforte
- Souvenir de Domont, per violino e pianoforte
- Les Adieux, per violino e pianoforte
- Sérénade Andalouse, per violino e pianoforte
- Le sommeil, per violino e pianoforte
- Moscovienne, per violino e pianoforte
- Nuova Fantasia su Faust, per violino e orchestra
- Fantasia su Il franco cacciatore, per violino e orchestra, Parigi, 1874
- Mosaíque de Zampa, per violino e pianoforte
- Gavota on Mignon, per violino e pianoforte
- Priére et Berceuse, per violino e pianoforte, Parigi, 1870
- Airs espagnols, per violino e pianoforte
- Fantasia su Martha, per violino e pianoforte, Parigi, 1876
- Zigeunerweisen, per violino e orchestra, Lipsia, 1878
- Malagueña y Habanera, per violino e pianoforte, Berlino, 1878
- Romanza andaluza y jota navarra, per violino e pianoforte, Berlino, 1879
- Playera y zapateado, per violino e pianoforte, Berlino, 1880
- Capricho vasco, per violino e pianoforte, Lipsia, 1881
- Fantasia su Carmen, per violino e orchestra, Parigi, 1883
- Vito y habanera, per violino e pianoforte, Berlino, 1882
- Jota aragonesa, per violino e pianoforte, Lipsia, 1883
- Serenata andaluza, per violino e pianoforte, Berlino, 1883
- El canto del ruiseñor, per violino e orchestra, Berlino, 1885
- Bolero, per violino e pianoforte, Berlino, 1885
- Balada, per violino e pianoforte
- Muñeira, per violino e orchestra, Lipsia, 1885
- Navarra, per violino e orchestra, Berlino, 1889
- Airs Écossais, per violino e orchestra, Berlino, 1892
- Fantasía en sapo Reina, per violino e pianoforte, Berlino, 1894
- Jota de San Fermín, per violino e pianoforte, Berlino, 1896
- Zortzico Adiós montañas mías, per violino e pianoforte, |Magonza, 1896
- Viva Sevilla!, per violino e orchestra, Berlino, 1896
- Zortzico de Iparraguirre, per violino e pianoforte, Berlino, 1898
- Introduction et fandango varié, per violino e pianoforte, Berlino, 1898
- Introduction et caprice-jota, per violino e orchestra, Lipsia, 1899
- Zortzico Miramar, per violino e orchestra, Lipsia, 1899
- Introduction et tarantelle, per violino e orchestra, Lipsia, 1899
- La chase, per violino e orchestra, Lipsia, 1901
- Nocturno - Serenata, per violino e orchestra, Lipsia, 1901
- Gondoliéra Veneziana, per violino e pianoforte, Lipsia, 1902
- Melodía rumana, per violino e pianoforte, Berlino, 1901
- L'Esprit Follet, per violino e orchestra
- Canciones rusas, per violino e orchestra
- Jota de Pamplona, per violino e orchestra, Lipsia, 1904
- Fantasia su Don Giovanni, per violino e pianoforte, Parigi, 1874
- Jota de Pablo, per violino e orchestra
- La Rève, per violino e pianoforte, Lipsia, 1909
- Fantasia su Il flauto magico, per violino e orchestra

## Citazioni
- Charles Aznavour, nella canzone Comme ils disent, parla di una Rue Sarasate, facendo riferimento proprio alla via di Parigi che prende il nome da Pablo de Sarasate.